# Imperial Crystalline Entombment
Imperial Crystalline Entombment (I.C.E.) — американская блэк-метал-группа из местечка Вальдорф в штате Мэриленд.

## История
О группе и её участниках известно довольно немного. Музыканты скрывают свои имена под псевдонимами Mammoth, Blisserred, IceSickKill и Bleak, а свою внешность — под белыми масками и белыми одеяниями. В нескольких интервью, данных группой различным порталам, также поддерживается таинственная атмосфера и не даётся ни одного прямого ответа на заданные вопросы. Несмотря на это, согласно ряду источников группа представляет собой сайд-проект участников Aurora Borealis и Divine Rapture.
Группа была образована в 2003 году. В том же году был записан одноимённый демоальбом, состоящий из трёх песен. Затем коллектив приступил к созданию полноформатного альбома Apocalyptic End in White, который был выпущен в октябре 2004 года на лейбле Crash Music Inc. В конце августа 2005 года на официальном сайте группы было сообщено, что группа разошлась с лейблом и ищет новый.

## Участники
- Mammoth — вокал
- Bleak — бас
- IceSickKill — ударные
- Blisserred — вокал, гитара

## Дискография
- 2003 — Imperial Crystalline Entombment (демо)
- 2004 — Apocalyptic End in White
- 2023 — Ancient Glacial Resurgence
- 2025 — Abominable Astral Summoning

## Восприятие критиками
Многие рецензенты отмечали сходство группы с норвежским коллективом Immortal, которое проявляется в аналогичной зимней тематике и похожем стиле исполнения. В обзоре на сайте Metal Review было также высказано предположение, что в некоторых песнях слышится незначительное влияние дэт-метал-группы Vader. Рецензент Metal Observer при обзоре демозаписи назвал группу «абсолютно неоригинальной». Однако при этом он отметил, что у группы довольно хорошо получается «пытаться быть вторыми Immortal так, как быть оригиналом». Автор рецензий на Metal Storm похвалил группу за существенное улучшение качества музыки на альбоме Apocalyptic End in White по сравнению с демо и назвал дебют группы весьма впечатляющим.